# Walentin Kolew
Walentin Kolew (bulgarisch Валентин Колев, übliche Transliteration Valentin Kolev, * 9. August 1948 in Plowdiw; † 2023) war ein bulgarischer Künstler.

## Leben
Walentin Kolew studierte Malerei an der Akademie für Bildende Kunst in Sofia bei Dobri Dobrew. Ab 1996 war er Professor für Malerei an derselben Akademie. Er lebte und arbeitete in Sofia.

## Ausstellungen
- 1992 Galerie Artec, Mannheim
- 2004 Schipka 6, Galerie des Verbands bulgarischer bildender Künstler, Sofia